# A Bébi úr újra munkában epizódjainak listája
Ez a lista a Bébi úr újra munkában című animációs sorozat epizódjait tartalmazza.

## Évados áttekintés
| Évad | Évad | Epizódok | Eredeti sugárzás (Netflix) | Eredeti sugárzás (Netflix) | Magyar sugárzás (Netflix) | Magyar sugárzás (Netflix) |
| Évad | Évad | Epizódok | Évadpremier                | Évadfinálé                 | Évadpremier               | Évadfinálé                |
| ---- | ---- | -------- | -------------------------- | -------------------------- | ------------------------- | ------------------------- |
|      | 1    | 13       | 2018. április 6.           | 2018. április 6.           | 2019. október 15.         | 2019. október 15.         |
|      | 2    | 13       | 2018. október 12.          | 2018. október 12.          | 2019. december 13.        | 2019. december 13.        |
|      | 3    | 11       | 2020. március 16.          | 2020. március 16.          | 2020. március 16.         | 2020. március 16.         |
|      | K    | 1        | 2020. szeptember 1.        | 2020. szeptember 1.        | 2020. szeptember 1.       | 2020. szeptember 1.       |
|      | 4    | 12       | 2020. november 17.         | 2020. november 17.         | 2020. november 17.        | 2020. november 17.        |

## Epizódok

### 1. évad (2018)
| #   | #   | Eredeti cím                                                | Magyar cím                                                                                  | Eredeti premier (Netflix) | Magyar premier (Netflix) |
| --- | --- | ---------------------------------------------------------- | ------------------------------------------------------------------------------------------- | ------------------------- | ------------------------ |
| 1.  | 1.  | Scooter Buskie                                             | Scooter Buskie A rémbébi                                                                    | 2018. április 6.          | 2019. október 15.        |
| 2.  | 2.  | Cat's in the Cradle                                        | Macska a bölcsőben                                                                          | 2018. április 6.          | 2019. október 15.        |
| 3.  | 3.  | Family Fun Night                                           | Mókás Családi Este Egy görbe este                                                           | 2018. április 6.          | 2019. október 15.        |
| 4.  | 4.  | Formula for Menace: A Dekker Moonboots Mystery             | A rosszaság képlete, avagy a Dekker Moonboots-rejtély Tápszer-talány: Dekker Holdboy nyomoz | 2018. április 6.          | 2019. október 15.        |
| 5.  | 5.  | Monster Machine                                            | A szépségverseny és a szörnyeteg A szépségverseny                                           | 2018. április 6.          | 2019. október 15.        |
| 6.  | 6.  | The Constipation Situation                                 | Szorulás-szitu                                                                              | 2018. április 6.          | 2019. október 15.        |
| 7.  | 7.  | The Boss Babysitter                                        | Bébi úr bébiszittere                                                                        | 2018. április 6.          | 2019. október 15.        |
| 8.  | 8.  | Into the Belly of the Den of the House of the Nest of Cats | A millió macska háza A Macskafészek-ház mélyének legsötétebb bugyrában                      | 2018. április 6.          | 2019. október 15.        |
| 9.  | 9.  | Spirit Day                                                 | Antiszájhős nap                                                                             | 2018. április 6.          | 2019. október 15.        |
| 10. | 10. | Par Avion                                                  | Légiposta Repül a, repül a bébi                                                             | 2018. április 6.          | 2019. október 15.        |
| 11. | 11. | Cat Cop!                                                   | Cicahekus!                                                                                  | 2018. április 6.          | 2019. október 15.        |
| 12. | 12. | Hang in There, Baby                                        | Kitartás, Bébi!                                                                             | 2018. április 6.          | 2019. október 15.        |
| 13. | 13. | Six Well-Placed Kittens                                    | Újra szól a hat kiscica                                                                     | 2018. április 6.          | 2019. október 15.        |

### 2. évad (2018)
| #   | #   | Eredeti cím                        | Magyar cím                | Eredeti premier (Netflix) | Magyar premier (Netflix) |
| --- | --- | ---------------------------------- | ------------------------- | ------------------------- | ------------------------ |
| 14. | 1.  | As the Diaper Changes              | Új pelenkák hajnala       | 2018. október 12.         | 2019. december 13.       |
| 15. | 2.  | Super Cool Big Kids, Inc           | Szupervagány Rt.          | 2018. október 12.         | 2019. december 13.       |
| 16. | 3.  | P.U                                | Szagszolgálat             | 2018. október 12.         | 2019. december 13.       |
| 17. | 4.  | Hush, Little Baby                  | Tente, baba, tente        | 2018. október 12.         | 2019. december 13.       |
| 18. | 5.  | Night of the Frodarg               | A Frodarg éjszakája       | 2018. október 12.         | 2019. december 13.       |
| 19. | 6.  | Fugitive's Day Out                 | A szökevény egy napja     | 2018. október 12.         | 2019. december 13.       |
| 20. | 7.  | El Apasionado Negocio de la Niñera | Állhatatos ápolószolgálat | 2018. október 12.         | 2019. december 13.       |
| 21. | 8.  | Plushythingy                       | Plüssbigyó                | 2018. október 12.         | 2019. december 13.       |
| 22. | 9.  | Number One Problem                 | A legfőbb probléma        | 2018. október 12.         | 2019. december 13.       |
| 23. | 10. | Picture Perfect                    | Tökéletes kép             | 2018. október 12.         | 2019. december 13.       |
| 24. | 11. | Play It Again, Tim                 | Játszd újra, Tim          | 2018. október 12.         | 2019. december 13.       |
| 25. | 12. | Research & Development             | Kutatás-fejlesztés        | 2018. október 12.         | 2019. december 13.       |
| 26. | 13. | Wrinkles & Stinkles                | Ráncok és srácok          | 2018. október 12.         | 2019. december 13.       |

### 3. évad (2020)
| #   | #   | Eredeti cím                    | Magyar cím                       | Eredeti premier (Netflix) | Magyar premier (Netflix) |
| --- | --- | ------------------------------ | -------------------------------- | ------------------------- | ------------------------ |
| 27. | 1.  | Bossa Nova                     | Az új főnök                      | 2020. március 16.         | 2020. március 16.        |
| 28. | 2.  | The Museum Job                 | A múzeumi meló                   | 2020. március 16.         | 2020. március 16.        |
| 29. | 3.  | Ga Ba Goo Ba Ga (The Babblist) | Gá Bá Gu Bá Gá (A gagyi gagyogó) | 2020. március 16.         | 2020. március 16.        |
| 30. | 4.  | The Coo Chi Coup               | A kú-puccs                       | 2020. március 16.         | 2020. március 16.        |
| 31. | 5.  | The Big Break                  | Szervezet és Tervezet            | 2020. március 16.         | 2020. március 16.        |
| 32. | 6.  | Lights, Camera, Org Chart!     | Doki-dili                        | 2020. március 16.         | 2020. március 16.        |
| 33. | 7.  | Escape from Krinkle's          | Szökés a szobából                | 2020. március 16.         | 2020. március 16.        |
| 34. | 8.  | Puppy Party                    | Kutyuliparti                     | 2020. március 16.         | 2020. március 16.        |
| 35. | 9.  | Mega Fat                       | Csupaháj                         | 2020. március 16.         | 2020. március 16.        |
| 36. | 10. | Halloween                      | Halloween                        | 2020. március 16.         | 2020. március 16.        |
| 37. | 11. | Who's a Good Baby?             | Ki a jó kisbaba?                 | 2020. március 16.         | 2020. március 16.        |

### Különkiadás (2020)
| #   | #  | Eredeti cím                   | Magyar cím                | Eredeti premier (Netflix) | Magyar premier (Netflix) |
| --- | -- | ----------------------------- | ------------------------- | ------------------------- | ------------------------ |
| 38. | 1. | The Boss Baby: Get That Baby! | Bébi úr: Kapd el a bébit! | 2020. szeptember 1.       | 2020. szeptember 1.      |

### 4. évad (2020)
| #   | #   | Eredeti cím                   | Magyar cím           | Eredeti premier (Netflix) | Magyar premier (Netflix) |
| --- | --- | ----------------------------- | -------------------- | ------------------------- | ------------------------ |
| 39. | 1.  | Yellow 100                    | Sárga mind a száz    | 2020. november 17.        | 2020. november 17.       |
| 40. | 2.  | Pyg & Tam                     | Töp és Tam           | 2020. november 17.        | 2020. november 17.       |
| 41. | 3.  | Conference Room B             | A B tárgyaló         | 2020. november 17.        | 2020. november 17.       |
| 42. | 4.  | Game Plan                     | Ki nevez a végén?    | 2020. november 17.        | 2020. november 17.       |
| 43. | 5.  | Night Owls                    | Éjszakai baglyok     | 2020. november 17.        | 2020. november 17.       |
| 44. | 6.  | OCB                           | KKB                  | 2020. november 17.        | 2020. november 17.       |
| 45. | 7.  | Chicago                       | Chicago              | 2020. november 17.        | 2020. november 17.       |
| 46. | 8.  | Baby Boss                     | Bébifőnök            | 2020. november 17.        | 2020. november 17.       |
| 47. | 9.  | Boom Baby                     | Bumm Bébi            | 2020. november 17.        | 2020. november 17.       |
| 48. | 10. | The Fumbling of Football Mike | A Focista Mike-meccs | 2020. november 17.        | 2020. november 17.       |
| 49. | 11. | Teambuilding                  | Csapatépítés         | 2020. november 17.        | 2020. november 17.       |
| 50. | 12. | Theo 100                      | Főnök mind a száz    | 2020. november 17.        | 2020. november 17.       |